# Batwoman
Batwoman (Kathrine Kane) és una superheroïna de ficció que apareix en còmics publicats per DC Comics i és el primer a utilitzar l'àlies de "Batwoman". Va ser creada pel guionista Edmond Hamilton i el dibuixant Sheldon Moldoff sota la direcció de l'editor Jack Schiff, com a part d'un esforç continu per ampliar el repartiment de personatges secundaris de Batman. Batwoman va començar a aparèixer a DC Comics a Detective Comics núm. 233 (1956), en què es va introduir com un interès amorós de Batman per combatre les denúncies de l'homosexualitat de Batman sorgides del controvertit llibre Seducció de l'innocent (1954). Quan Julius Schwartz es va convertir en editor dels còmics relacionats amb Batman el 1964, va eliminar personatges no essencials com Kathy Kane, Bat-Girl, Bat-Mite, i Ace the Bat-Hound. Més tard, la sèrie limitada Crisis on Infinite Earths de 1985 va establir amb caràcter retroactiu que l'existència de Batwoman estava en una Terra separada de la continuïtat principal de DC.

## Historial de publicacions
Kathy Kane s'associa principalment a l'edat de plata dels còmics. Després dels atacs als còmics a principis dels anys cinquanta, Batwoman va ser la primera de diversos personatges que conformarien la "família Batman". Com que la fórmula familiar s'havia demostrat molt exitosa per a la franquícia de Superman, l'editor Jack Schiff va suggerir al creador de Batman, Bob Kane, que en creés una per a Batman. Es va escollir primer una dona per compensar els càrrecs de Fredric Wertham que Batman i l'original Robin, Dick Grayson, eren homosexuals.Kathy Kane i alter ego Batwoman va aparèixer per primera vegada a Detective Comics # 233 (juliol de 1956). En el número de debut del personatge, Batwoman s'introdueix com a rival femenina a la capacitat de lluita contra la criminalitat de Batman:
| « | Només hi ha un Batman! Això s'ha dit moltes vegades i sempre ha estat cert, ja que cap altre home no ha rivalitzat amb Batman com a campió de la llei, ni ha coincidit amb la seva superba habilitat acrobàtica, la seva agilitat científica, el seu domini de la disfressa i la seva habilitat detectivesca. Però ara, amb una sorpresa suspensa rere l'altra, Batman troba que té un gran rival en la misteriosa i glamurosa noia ... La Batwoman! | » |

Va ser una lluitadora del crim com Batman, però, en molts aspectes, no és un homòleg exacte. Per exemple, el contingut de la seva bossa de serveis eren armes disfressades d'acords estereotípics femenins com ara pintallavis, compactes cosmètics, polseres d'encant i xarxes de pèl. Batwoman va aparèixer regularment a les pàgines de Batman i Detective Comics fins a principis dels anys 60. Tot i que les cartes dels fans van indicar que Batwoman s'havia popularitzat entre els lectors, l' editor Julius Schwartz va considerar que l'heroïna, així com altres personatges relacionats amb Batman, eren inapropiats per a la nova direcció que planejava prendre l'univers Batman. Després de la renovació de Detective Comics el 1964, Batwoman va ser eliminada de la sèrie. La nova nova Batgirl, Barbara Gordon, no només va substituir Batwoman com a contrapartida femenina de Batman, sinó que va superar en popularitat l'heroïna original. Batgirl també va resultar ser més adequat per al seu període i el plantejament realista que DC Comics va començar a adoptar amb els seus personatges. A diferència de Batwoman, Batgirl de Gordon utilitzava un cinturó d'utilitat i diversos aparells similars als de Batman, a més de ser un artista marcial hàbil i tenir un doctorat en la seva identitat civil. Malgrat les peticions dels lectors per reanimar Batwoman, el personal editorial de DC inicialment va declinar treure el personatge de la jubilació, tenint en compte que va ser específicament creat per ser un interès amorós per Batman.
| « | ... Batwoman i Bat-Girl estaven allà perquè semblava que el romanç era necessari en la vida de Batman [i Robin]. Però, gràcies al gran canvi i a una previsible redactora, aquestes dones desgraciades se n'han anat per bé. Al seu lloc, hi ha una noia que és una lluitadora de crims capaç, un gran crit de Batwoman que va ser constantment rescatada per [sic] Batman. | » |

Tanmateix, amb el llançament de la sèrie de còmics Batman Family el 1975, els lectors van continuar sol·licitant que Batwoman aparegués en nous contes. Un lector afirma:
| « | Està totalment més enllà de mi per què vas ignorar Batwoman en els seus dos primers temes ... Puc entendre la seva reticència a tornar als dies en què tothom a Gotham tenia una identitat de ratpenat, però no es pot esborrar amb facilitat Batwoman. .Vaig comptar amb ella per convertir l'escena en una nova història, potser sortir de la jubilació per oferir assistència al seu duo dinamite [Batgirl i Robin]. | » |

Batwoman va ser retornat a la família número 10 de Batman (març a abril de 1977) com "l'heroïna convidada de Batgirl" quan va sortir de la retirada per ajudar a Batgirl en derrotar Killer Moth i el Cavalier. Tot i això, a Detective Comics # 485 (agost-setembre de 1979), Batwoman és assassinada per la Lliga d'assassins (assistit per Bronze Tiger. L'editor Dennis O'Neil després va afirmar en una entrevista: "Ja teníem Batgirl, no necessitàvem Batwoman". El número va marcar l'aparició final de la Terra-1 Kathy Kane. Va aparèixer una versió Earth-2 a The Brave and The Bold# 182 (gener de 1982). Aquesta Kathy Kane es va retirar de la lluita contra el crim quan Batman es va casar amb Catwoman. Surt de la seva jubilació per ajudar a un gran Robin i al Batman de la Terra-1 a combatre la Terra-2 Hugo Strange.
La versió Kathy Kane de Batwoman va ser restaurada a la continuïtat moderna per l'escriptor Grant Morrison en seqüències de flashback en diversos números de la seva publicació sobre els títols relacionats amb Batman, més explícitament a Batman Incorporated # 4 (agost de 2011). Aquest número revela l'origen del Batwoman original en la continuïtat actual de l'Univers DC; és la tia de Bruce per matrimoni. Després de quedar vídua, ella i Bruce van lluitar un al costat de l'altre i van ser amants durant un temps, fins que va semblar que va morir. En aquest temps, treballava de mala gana com a membre de l'organització espia Spyral, que l'havia emprat per descobrir la identitat de Batman. El seu pare biològic també es va revelar que era el científic nazi Otto Netz (Doctor Dedalus). El 2013, a la final Batman Incorporated de Morrison, Morrison revela que Kathy està viva treballant com a assassí de Spyral. Kathy després fa algunes aparicions fugaços a Grayson(2014-2016), esmentada principalment com a agent zero. A Grayson # 8, durant una desfeta trobada entre Dick Grayson i el cap del ministre Spyral, Sr. Minos, Kathy es presenta per assassinar-lo.

## Biografia del caràcter fictici
A la continuïtat original de Pre-Crisis, Kathy Kane, una acomodada hereva de Gotham City i antiga intèrpret de circ, decideix utilitzar les seves habilitats i recursos per convertir-se en una costumista lluitadora. Això és en part fora de l'altruisme i en part per atraure les atencions romàntiques de Batman. Durant l'edat de plata dels còmics, Batwoman va ser protagonista de vegades en històries de Batman publicades des de 1956 fins a 1964. Mentre Batman volia que Kane es retirés de la lluita contra el perill, va romandre el seu aliat, fins i tot quan es va convertir temporalment en una nova versió de Catwoman. El 1961, a Batwoman se li va incorporar la neboda Betty Kane, alias Bat-Girl. Kathy i Betty estaven interessats romànticament per Batman i Robin,respectivament. Robin semblava tornar l'afecte de Bat-Girl, mentre Batman es mantenia lluny. El 1964, però, DC va abandonar Batwoman, així com Bat-Girl, Ace the Bat-Hound, i Bat-Mite dels títols de Batman , que estaven passant a renovar-se sota l'editor Julius Schwartz, que van eliminar molts dels elements de ciència-ficció que eren introduïts a la dècada de 1950. Tot i això, Batwoman va continuar fent aparicions en històries publicades durant els propers anys en el llibre d'equip de Batman-Superman World's Finest. El personatge tornaria a aparèixer a finals dels anys 70, va aparèixer com a convidat a la família Batman i l la sèrie de còmics de Freedom Fighters, sovint lluitant contra el crim al costat de Barbara Gordon, que es va convertir en la nova Batgirl. En una història que representa a Batwoman com a combatent de jubilació, es converteix en la propietària d'un circ, que guarda fins a ser assassinada per la Lliga d'Assassins i el Bronze Tiger.
Durant aquest període, DC va començar a utilitzar intensament el dispositiu de narració de contes Multiverse que va suposar que les primeres històries de l'editor (de l'edat d'or dels còmics) tinguessin lloc al món paral·lel de Earth-Two. DC va visitar el concepte de Batwoman més vell a The Brave and the Bold # 182 (gener de 1982), en una història titulada "Interlude on Earth-2". En aquesta història, que presenta el Batman de la Pre- Crisi Earth-One que arriba accidentalment a la Terra Two per lluitar contra Hugo Strange d'Earth-Two al costat de l'adult Earth-Two Dick Grayson (Robin), Batwoman es retrata com a l'edat mitjana i encara està enamorada amb l'ara mort del comissari Bruce Wayne, de Earth-Two.Més tard, la conclusió de l'editorial de 1985 de les maxiseries Crisis on Infinite Earths va modificar la continuïtat de DC Universe, canviant posteriorment les històries de personatges de Batwoman i Bat-Girl. En la nova continuïtat, Kathy Kane existia, tot i que la seva persona com Batwoman havia estat esborrada. Bat-Girl mai no va existir, però es va presentar una superheroïna anomenada Flamebird, que tenia un vestit i un nom una mica semblants, "Bette Kane".
Malgrat l'esborrament tant de Kathy Kane com de Batwoman i de Betty Kane com de Bat-Girl, hi havia referències a les dues heroïnes a les publicacions de Post- Crisis . A Batman: La Broma Assassina d'Alan Moore , Batman es queda mirant a una fotografia que retrata Bat-Girl, Batwoman, Ace the Bat-Hound i Bat-Mite-personatges que no existia en la continuïtat de CC en el moment. Al planeta Krypton , que formava part de la història de The Kingdom, un fantasma hipertempo de Batwoman persegueix el restaurant Planet Krypton. Batman la reconeix breument com "Kathy", però després nega conèixer-la ràpidament. A Kathy, sense la seva identitat batwoman, també es va fer referència en algunes post- crisipublicacions. Segons The DC Comics Encyclopedia: The Definitive Guide to The Character of the DC Univers (2004), Kathy va ser descrita com una antiga rica acròbata de circ que havia heretat la fortuna del seu pare i més tard es va conèixer amb Bruce Wayne com a socialité de Gotham. Ella finalment es va convertir en una aliada contra la lluita contra Batman, tot i que mai va utilitzar el nom de Batwoman. L'entrada de l'enciclopèdia explica que finalment va comprar un circ i va ser assassinada per un membre de la Lliga d'Assassins; en canvi, el Bronze Tiger no va ser el seu assassí. El seu assassinat va ser recordat novament a l' Equip de Suïcidi # 38. Durant la minisèrie Beast Boy, Flamebird va intentar publicar fiança per a Beast Boy amb els diners "manllevats a la tia Kathy". Flamebird va mencionar que "Aunty Kathy's a Gotham" a Teen Titans # 39.
La introducció de Kate Kane com la nova Batwoman després dels esdeveniments que van alterar la continuïtat de Infinite Crisis el 2005 va permetre a la companyia revisar elements del personatge de Kathy Kane que va acabar amb després de la crisi a les terres infinites ; L' escriptor de Batman Grant Morrison es va proposar explícitament de tractar tota la història de publicacions de Batman com la seva història. A Detective Comics # 824 (2006), el  Pingüí es refereix a Kate Kane com la nova Batwoman, suposant per primera vegada des de 1985 que hi havia una anterior Batwoman. Més tard Kathy apareix en una història de flashback a Batman# 682 (2009), en un plafó on es mostra Batman i Batwoman originals besant-se, amb Robin mostrant la seva desconfiança envers ella i Bat-Girl. En aquesta història, Kathy es coneix com a "Katy" Kane. A Batman # 686, Alfred, el majordom de Batman, esmenta que Bruce Wayne va estar involucrat romànticament amb Kathy.
Grant Morrison després va optar per reimaginar durament Kathy Kane el 2011 per a la seva sèrie Batman Incorporated. Està establert que Kathy Kane va néixer Katherine Webb i que havia estat aspirant a directora de cinema independent abans de casar-se amb un milionari anomenat Nathan Kane, fill de Roderick i Elizabeth Kane i germà de Martha (Kane) Wayne, mare de Bruce Wayne. Nathan i Kathy estaven folgament enamorats els uns dels altres, i va ser Nathan qui va acabar comprant a Kathy el seu circ com a regal d'aniversari. Després de la mort extemporània de Nathan, Kathy va ser abordada per un jove conegut només com l'agent-33, que la va reclutar en una organització espia encoberta anomenada Spyral. Com a part de la seva primera tasca, Kathy va ser encarregada de fer el seguiment de Batman i descobrir la seva veritable identitat. Donava una variació femenina del vestit de Batman per tal de cridar la seva atenció, va emprendre una carrera com a lluitadora de criminals mentre intentava apropar-se a Batman. El seu pla va triomfar, però els dos es van enamorar, malgrat que Kathy fos legalment la tia de Wayne. Com a resultat, ella es va negar a revelar la seva identitat als seus superiors a Spyral. Més tard, Kathy es va enfrontar al cap de Spyral, anomenat Dr. Dedalus (Otto Netz), que va afirmar ser el seu pare real i la va amenaçar amb exposar-la a Batman llevat que continués la seva missió. Desconcertada, va trencar la seva relació amb Bruce per tal de salvar-lo del pla de Dedalus. A l'actualitat, Batman i el vigilant sud-americà El Gaucho diuen que per la vilana Scorpiana que El Gaucho era el responsable de l'assassinat de Kathy, ja que originalment havia estat l'agent-33 abans de convertir-se en superheroi. Batman diu a Gaucho que Scorpiana ha de mentir ja que Kathy havia estat assassinada per la Lliga d'Assassins, però Gaucho afirma que hi ha certa veritat en les seves acusacions i que Batman no ho entendria. En el seguiment d'un únic tir Batman Incorporated: Leviathan Strikes, als estudiants d'una instal·lació d'entrenament d'assassins que es disfressa com a St. Hadrian's Finishing School For Girls a Anglaterra, se'ls mostra que porten variacions del vestit de Batwoman de Kathy, amb les màscares originals substituïdes per cranis. Més tard, es demostra que aquestes dones són agents de Spyral, dedicades a caçar Talia al Ghul, l'organització de la qual Leviathan lluita amb Batman. Kathy reapareix viva en el número final de Batman Incorporated , en el qual dispara a Talia al Ghul mort a la Batcova. Identificant-se com a directora de Sant Hadrià i demanant a Batman que no anés a buscar-la, agraeix a Batman per haver portat Talia a la seva trampa i informa a la seu de Spyral que un altre criminal internacional ha estat assassinat.
Més tard, quan Dick Grayson fingeix la seva mort i va a treballar per Spyral, treballa sota la direcció de l'esquema Mr. Minos, que durant un tens enfrontament amb Dick és assassinat per Kane, que només és identificat com l'actual agent Zero; ella és la veritable cap de Spyral. Quan Dick intenta deixar enrere l'organització, sap que no pot ser a causa dels "hipnos" implantats al seu cervell que li permeten hipnotitzar els altres i dissimular la seva aparença, però també permet a Spyral que el segueixi sempre. Kathy, la seva cara disfressada per hipnos, persegueix a Dick a Gotham i li diu que es prengui el dia per acomiadar-se dels seus amics, però que no pot sortir de Spyral. Viatja a la ciutat de Gotham i revela que viu amb Robin, Red Robin, Red Hood i Batgirl, i es comunica amb ells mitjançant codi secret. Actuant segons les ordres de Dick, pirategen els hipnos Spyral de manera que, a la propera trobada, Dick pugui veure la veritable cara de l'agent Zero. Els hipnos de Dick revelen la identitat de l'agent Zero, però no el nom Kathy; abandona el nom alternatiu Luka Netz, nom de naixement de Kathy. Més tard es revela que el seu nom complet és Katrina "Luka" Netz i que té una relació antagònica amb la seva germana, Frau Netz (Elisabeth Netz).

## Altres versions
- The Kingdom: el planeta Krypton (febrer de 1999) fa referència a Batwoman de l'edat de plata. The Kingdom va introduir el concepte d'Hypertime, en què encara hi ha personatges que s'havien tret de la continuïtat en terminis alternatius. Un restaurant de temes Planet Krypton (modelat després de Planet Hollywood) es troba "embruixat" pels silenciosos "fantasmes de l'hipertime" de personatges que ja no formen part de la continuïtat de DC. Batman es troba cara a cara amb Batwoman i li diu: "Kathy?" Més tard, Batman diu que no hi ha manera possible de conèixer-la.
- JLA: The Nail (1998) d'Alan Davis presenta Selina Kyle adoptant un vestit de Batwoman basat en el vestit de Kathy Kane. La seqüela del 2004, JLA: Another Nail, presenta la seva pròpia persona de Batwoman.
- A Batman '66 #2, Al Batman '66 # 2, Kathy Kane és la data de Bruce Wayne per a un concert de Chandell. Posteriorment rescata Batman d'un atac de la Sirena que fa que experimenti una sèrie d'al·lucinacions estranyes. Durant les al·lucinacions, Batman veu a Kathy com una dona que portava el vestit de la Batwoman de l'edat de plata.

## En altres mitjans

### Cinema
- A la pel·lícula d'animació Batman: The Mystery of the Batwoman, la identitat de Batwoman és compartida per tres individus: Kathleen "Kathy" Duquesne , amb veu de Kimberly Brooks, la doctora Roxanne "Rocky" Ballantine, doblada per Kelly Ripa, i la detectiva Sonia Alcana , amb veu d'Elisa Gabrielli. Els tres estan doblades per Kyra Sedgwick, quan es disfressa de Batwoman. Les tres dones s'uneixen per venjar-se del pare de Kathy, Carlton Duquesne, el Pingüí, i Rupert Thorne, els gàngsters que van maltractar cadascun de les Batwomen.
- Kathrine Kane apareix a la pel·lícula Batman: Bad Blood, ambientada dos anys després de Batman vs. Robin, en què és testimoni de Batman que gairebé no s'escapa d'una explosió massiva i desapareix durant setmanes. Aquesta versió d'ella la representa com una pelirroja que tenia una germana bessona fraterna de pèls ros de nom Elizabeth. En el seu dotze aniversari, els bessons Kane van ser segrestats amb la seva mare Gabrielle i van ser rescatats pagant rescat. Katie va ser salvada, però tant la seva mare com la seva germana bessona són tràgicament assassinades en l'intent de rescat. Diversos anys després, la jove adulta Kate va ser atacada per homes borratxos, però es va salvar de ser colpejada per Batman. Va ser aleshores quan Kathrine va prendre la decisió de donar a la persona de "Batwoman", sense voler que Batman ni ningú la salvés mai més, i en represàlia per la gravetat criminal que va causar les morts prematures de la seva estimada mare i germana bessona.

### Televisió
- Batman: The Brave and the Bold
- En l'estrena de la tercera temporada de Young Justice (titulada Outsiders), Batwoman va ser un dels diversos Leaguers que van "dimitir" a causa de la important influència de Lex Luthor en evitar que la Lliga de la Justícia fes la seva feina. En realitat, ella és a la societat secreta de Batman Incorporated, amb Batman, Nightwing, el tercer Robin, Oracle, Aquaman i Miss Martian i una dona meravellosa una mica reticent. Tanmateix, encara no se l'ha vist ni tenia línies.